# Tricheurois nigrocuprea
Tricheurois nigrocuprea là một loài bướm đêm trong họ Noctuidae.